# Randers HK
Randers HK (pełna nazwa: Randers Håndbold Klub A/S), duński klub piłki ręcznej kobiet, powstały w 1996 r. z bazą w Randers. Obecnie występuje w rozgrywkach GuldBageren Ligaen.
Największy sukces klub odniósł w sezonie 2011/12, zdobywając mistrzostwo Danii.

## Sukcesy
- Mistrzostwa Danii:
  - : 2012
  - : 2010, 2011
  - : 2002, 2014
- Puchar EHF:
  - : 2010

## Zawodniczki
- Z tym tematem związana jest kategoria: Piłkarki ręczne Randers HK.

### Kadra 2012/13
- 1.  Chana Masson
- 2.  Ulrika Ågren
- 3.  Sabina Jacobsen
- 5.  Macarena Aguilar
- 6.  Freja Cohrt
- 9.  Sille Thomsen
- 10. Gitte Andersen
- 11. Berit Kristensen
- 14. Cecilie Hansen
- 15. Sofie Strangolt
- 16. Sisse Fahlberg
- 17. Siraba Dembele
- 20. Camilla Dalby
- 22. Stine Aagaard
- 25. Sara Brüner